# 하빈 (배우)
하빈은 대한민국의 영화 배우다. 2016년 영화 《두처제》로 데뷔했다.

## 영화
- 두처제 (2016) - 큰처제 역
- 처제의 꿈 (2016) - 주연
- 옆집소녀 (2017) - 주연